# Jardins de Tívoli

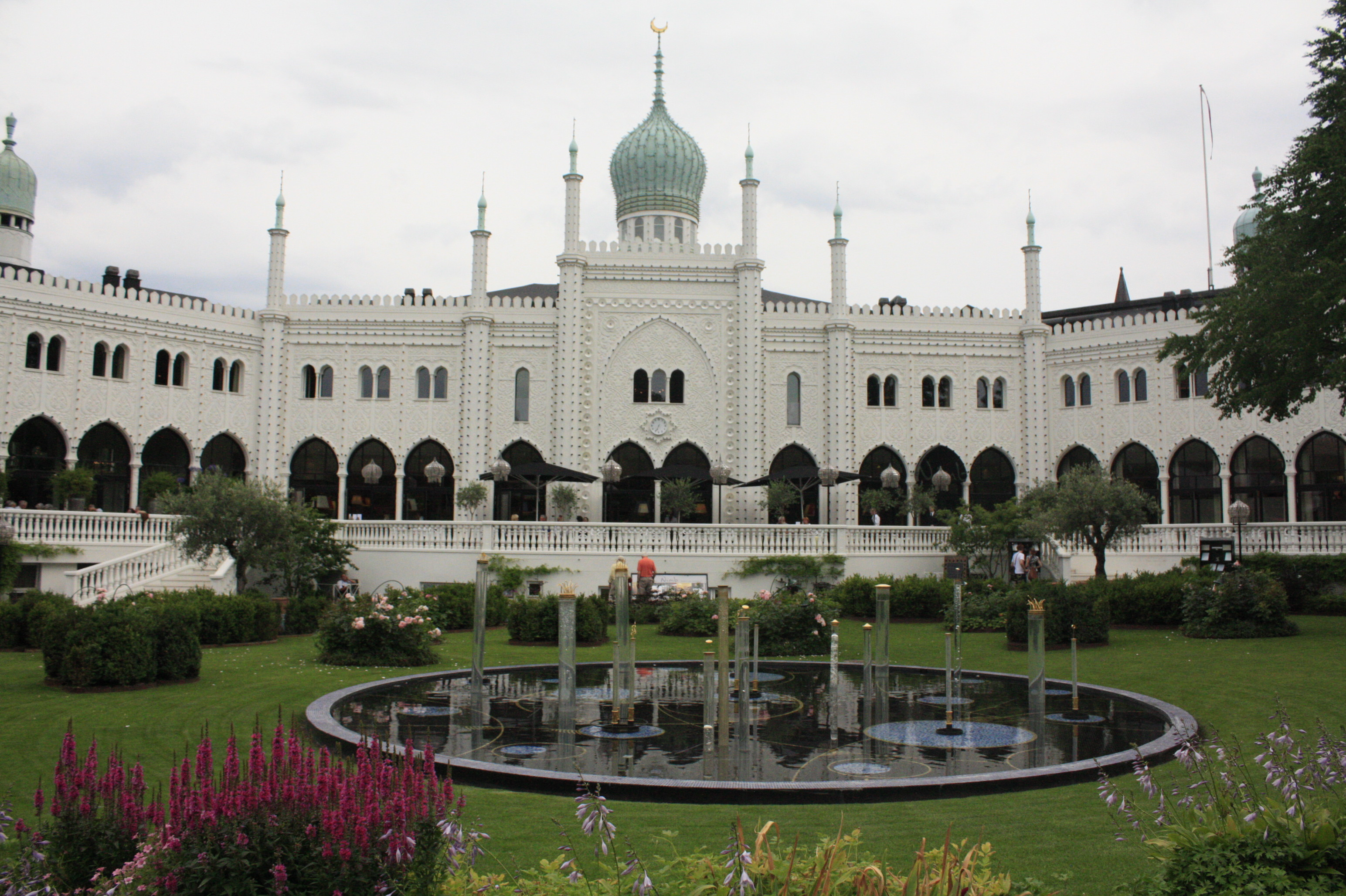
El Castell

Els Jardins de Tivoli (o simplement Tivoli) és un famós parc d'atraccions de Copenhaguen, Dinamarca. El parc va obrir les portes el 15 d'agost de 1843 i és el segon parc d'atraccions més antic del món, després del parc de Dyrehavsbakken al municipi de Gentofte, a la rodalia del districte de Klampenborg.
El Tivoli és actualment el parc temàtic més visitat d'Escandinàvia i el tercer més visitat d'Europa.
Des del principi, el parc inclou una gran varietat d'atraccions: edificis d'estil exòtic d'un Orient imaginari: un teatre, restaurants i cafeteries, jardins de flors, jocs mecànics i atraccions.